# Cold Ashton
Cold Ashton est une paroisse civile et un village du Gloucestershire, en Angleterre.